# Gladys Davies
Gladys Davies (n. 29 iulie 1893, Chiswick Urban District⁠(d), Anglia, Regatul Unit al Marii Britanii și Irlandei – d. 23 mai 1965, Bristol, Anglia, Regatul Unit) a fost o scrimeră ce a reprezentat Regatul Unit al Marii Britanii și al Irlandei de Nord, medaliată olimpică. A participat la o ediție a Jocurilor Olimpice (1924) în care a câștigat o medalie de argint.

## Participări
Lista de mai jos prezintă principalele competiții la care a participat Gladys Davies de-a lungul carierei.
- fleuret féminin individuel aux Jeux olympiques d'été de 1924[*]